# Johannesburg Park
Johannesburg Park (ang: Johannesburg Park Station) – główna stacja kolejowa w Johannesburgu, w prowincji Gauteng, w Republice Południowej Afryki. Jest największą stacją kolejową w Afryce. Znajduje się ona pomiędzy Central Business District i Braamfontein, w bloku graniczy Rissik, Wolmarans, Wanderers i Streets Noord. Park Station znajduje się na głównej linii kolejowej Witwatersrand, na linii Wschód-Zachód od Krugersdorp do Germiston.
Park Station znajduje się centrum sieci Metrorail Gauteng, z codziennymi usługami kolei podmiejskich na zachód do Carletonville, Randfontein i Soweto, na wschód do Springs, Nigel i Daveyton; na północ do Pretorii i na południe do Vereeniging. Park Station jest także stacją końcową Shosholoza Meyl, pociągów dalekobieżnych z Kapsztadu, Durbanu, Port Elizabeth, East London, Bloemfontein przez Kimberley, Komatipoort przez Nelspruit i Musina przez Polokwane.